# Priscilla's April Fool Joke
Priscilla's April Fool Joke é um curta-metragem mudo do gênero comédia produzido nos Estados Unidos e lançado em 1911.